# Javier Otxoa
Javier Otxoa Palacios (i medierne også omtalt som Javier Ochoa) (født 30. august 1974 i Barakaldo, Vizcaya, Spanien, død 24. august 2018) var en professionel cykelrytter.
Han var i sin karrieres storhedstid en del af det berømte Kelme-mandskab, der typisk forbindes med sine mange specialiserede bjergryttere i Tour de France.
Javier Otxoa Palacios' vandt en etapesejr på kongeetapen af Tour de France 2000, da han kom først over målstregen på toppen af Hautacam.
I februar 2001 blev Javier og hans tvillingebror, Ricardo, påkørt af en bilist under en træningsseance. Ricardo døde. Javier overlevede ulykken, men lå i koma i adskillige måneder derefter og var blevet stærkt handicappet.
Heldigvis kunne han senere genoptage cyklingen. Dette resulterede i, at han ved de Paralympiske Sommerlege i Athen 2004 vandt både en guld- og en sølvmedalje.